# Fontaine (Isère)
 Fontaine  es una localidad y comuna de Francia, en la región de Ródano-Alpes, departamento de Isère, en el distrito de Grenoble. Es la cabecera de los cantones de Fontaine-Seyssinet y Fontaine-Sassenage. Forma parte de la aglomeración urbana de Grenoble.
Está integrada en la Communauté d'agglomération Grenoble Alpes Métropole.

## Demografía
| 500 | 395 | 546 | 641 | 857 | 733 | 895 | 885 | 839 | 1 016 | 889 | 1 068 | 1 082 | 1 226 | 1 252 | 1 349 | 1 530 | 1 785 | 1 952 | 2 211 | 2 930 | 4 808 | 6 722 | 7 073 | 7 594 | 8 817 | 15 102 | 22 236 | 25 036 | 22 827 | 22 853 | 23 323 | 22 394 |
| Para los censos de 1962 a 1999 la población legal corresponde a la población sin duplicidades (Fuente: INSEE [Consultar]) |     |     |     |     |     |     |     |     |       |     |       |       |       |       |       |       |       |       |       |       |       |       |       |       |       |        |        |        |        |        |        |        |

## Historia
La historia de Fontaine está ligada a la prehistoria de los Alpes por sus numerosas excavaciones arqueológicas.
La cueva de Glos protegió a cazadores de íbices, de renos y de castores a finales de Paleolítico superior, en la época de Magdaleniense (15 000 - 13 000 años a. C.).
Al pie de los acantilados, el refugio de Barne-Bigou ha sido habitado en el Neolítico, en la Edad del Bronce y en la Edad del Hierro.